# Tournay, Hautes-Pyrénées
Tournay là một xã thuộc tỉnh Hautes-Pyrénées trong vùng Occitanie khu vực tây nam nước Pháp. Xã này nằm ở khu vực có độ cao trung bình 233 mét trên mực nước biển.